# Rabun County
Rabun County is een county in de Amerikaanse staat Georgia.
De county heeft een landoppervlakte van 961 km² en telt 15.050 inwoners (volkstelling 2000). De hoofdplaats is Clayton.